# 松井村
松井村（まついむら）は、埼玉県入間郡にあった村。現在の所沢市南東部にあたり、1943年に所沢町・小手指村・山口村・吾妻村・富岡村と合併し、改めて所沢町となり消滅した。

## 地理
現在の上安松、下安松、西新井町、東新井町、下新井、牛沼、松郷、東所沢和田の一部がほぼ旧村域にあたる。
- 河川
  - 柳瀬川

### 隣接していた自治体
（括弧内は現在の自治体）
- 埼玉県
  - 入間郡
    - 所沢町（所沢市）
    - 吾妻村（所沢市）
    - 富岡村（所沢市）
    - 柳瀬村（所沢市）
- 東京都
  - 北多摩郡
    - 清瀬村（清瀬市）
    - 東村山町（東村山市）

## 歴史
- 1889年（明治22年）4月1日 - 町村制施行に伴い、上安松村、下安松村、下新井村、牛沼村が合併し発足。
- 1943年（昭和18年）4月1日 - 所沢町・小手指村・山口村・吾妻村・富岡村と合併し、改めて所沢町となり消滅。

## 鉄道
（1943年の合併消滅時）
- 武蔵野鉄道（現在の西武鉄道）
  - 武蔵野線（現在の西武池袋線）
    - 秋津駅
    - 東所沢駅（当初は松井村駅、後に所沢飛行場駅と名乗っていた。1945年に休止し、そのまま廃駅）